# 조자촌 (고치현)
조자촌(일본어: 長者村)은 일본 고치현 다카오카군에 있던 촌이다. 현재의 니요도가와정, 오치정에 해당한다.

## 역사
- 1889년 4월 1일 - 정촌제 시행에 의해 3촌의 구역으로 성립하였다.
- 1954년 9월 1일 - 베후촌과 합병해 니요도촌이 성립, 동일 조자촌은 폐지되었다.

## 참고 문헌
- 角川日本地名大辞典編纂委員会,『角川日本地名大辞典 39 高知県』1983, 角川書店